# Современное пятиборье на летней Спартакиаде народов СССР 1971
XIX Чемпионат СССР по современному пятиборью был проведен в Москве с 17 по 21 июля 1971 года. Чемпионат проводился в рамках V Спартакиады народов СССР.
Награды разыгрывались в личном и командном первенстве. V Спартакиада народов СССР являлась главным соревнованием спортивного сезона 1971 года в СССР. По её результатам формировался состав команды для участия в Чемпионате мира 1971 года в Сан-Антонио (США).
На старт вышли 45 спортсменов — представители 15 команд: союзные республики, Москва и Ленинград (от участия отказались пятиборцы Молдавии и Туркмении).

## Спартакиада народов СССР. Победители и призёры
Личное первенство.
| Дисциплина        | Золото                                                         | Серебро                                              | Бронза                            |
| Личное первенство | Владимир Шмелев · Московская область · Вооруженные Силы · 5093 | Сергей Лукьяненко · Москва · Вооруженные Силы · 4892 | Юрий Залозный Фрунзе Спартак 4822 |

 Командное первенство.
| Дисциплина           | Золото                                     | Серебро                                                 | Бронза                                          |
| Командное первенство | РСФСР · В. Шмелев · В. Кряжев · В. Силяхин | Казахская ССР · В. Манахов · Ю. Тогобецкий · В.Сватенко | Москва · С. Лукьяненко · П. Горлов · Б. Мосолов |

## Фехтование
17 июля 1971 г.
Фехтовальный турнир длился с 10 часов утра до 19 часов вечера. Каждому пятиборцу предстояло провести 44 поединка на один укол. Цена победы 25 очков, выигравший 31 поединок получал заветную 1000 очков. Фехтование в отличном стиле выиграл Борис Онищенко 32 победы — 1025 очков. В командном зачете лучшей была команда Украинской ССР.
Результаты. Личное первенство.
| Место | Спортсмен                    | Победы | Поражения | Очки |
| ----- | ---------------------------- | ------ | --------- | ---- |
| 1.    | Б. Онищенко · Украинская ССР | 32     | 12        | 1025 |
| 2.    | В. Белов · Белорусская ССР   | 31     | 13        | 1000 |
| 3.    | Э. Бароян · Армянская ССР    | 28     | 16        | 925  |
| 4.    | П. Леднев · Украинская ССР   | 28     | 16        | 925  |
| 5.    | В. Манахов · Казахская ССР   | 27     | 17        | 900  |
| 6.    | В. Кряжев · РСФСР            | 26     | 18        | 875  |
| 9.    | В. Шмелев · РСФСР            | 24     | 20        | 825  |

## Верховая езда
18 июля 1971 г. Конно-спортивная база (КСБ) «Планерная» МГС ДСО «Спартак».  Московская область,  Химки.
Дистанция 1000 метров. Препятствий — 20.
Второй день соревнований привел к неожиданным изменениям. Спортсмены лидировавшие после фехтования недобрали много очков. Борис Онищенко привез на кобыле по кличке Академия всего 625 очков. Белов, шедший вторым после фехтования, проехал на Талисмане 580 очков. Не смогли поправить свое положение Стасис Шапарнис, Павел Леднев и другие известные пятиборцы.
Удачно проехал маршрут на Зехире Владимир Шмелев (РСФСР, Московская область), он уверенно без суеты провел коня по маршруту и получил 995 очков. Если Шмелев хорошо без срывов пройдет стрельбу, то может рассчитывать на место в призовой тройке, так как в плавании и беге он очень силен.
- Конкур. Результаты. Личное первенство.

| Место | Спортсмен     | Республика, город | Очки |
| ----- | ------------- | ----------------- | ---- |
| 1.    | С. Лукьяненко | Москва            | 1045 |
| 2.    | В. Манахов    | Казахская ССР     | 1010 |
| 3.    | В. Шмелев     | РСФСР             | 995  |

*Положение после двух видов. Личное первенство.
| Место | Спортсмен     | Республика, город | Очки |
| ----- | ------------- | ----------------- | ---- |
| 1.    | С. Лукьяненко | Москва            | 1945 |
| 2.    | В. Манахов    | Казахская ССР     | 1910 |
| 3.    | Э. Бароян     | Армянская ССР     | 1825 |
| 4.    | В. Шмелев     | РСФСР             | 1820 |
| 5.    | В. Силяхин    | РСФСР             | 1810 |
| 6.    | В. Кряжев     | РСФСР             | 1765 |

*Положение после двух видов. Командное первенство.
| Место | Республика, город | Очки  |
| ----- | ----------------- | ----- |
| 1.    | РСФСР             | 5 395 |
| 2.    | Казахская ССР     | 5 315 |
| 3.    | Москва            | 5 215 |
| 7.    | Украинская ССР    | 4 760 |

## Стрельба
19 июля 1971 г.
В турнире по стрельбе победил Г. Гужов  Азербайджанская ССР с результатом 195 из 200 возможных (1022 очка). Команда  Узбекская ССР первенствовала в командном зачете — 2912 очков.
Лидер соревнований Сергей Лукьяненко  Москва показал в тире 192 очка и продолжает лидировать в общем зачете.
*Личное первенство. Положение после трех видов.
| Место | Спортсмен     | Республика, город | Очки |
| ----- | ------------- | ----------------- | ---- |
| 1.    | С. Лукьяненко | Москва            | 2901 |

## Плавание
20 июля 1971 года. Плавательный 50-м бассейн «Чайка».
Пятиборцы состязались в четвёртом виде плавании на дистанции 300 м вольным стилем.